# Bernadette Soubirous
Bernadette Soubirous (IPA: bɛʁnadɛt subiʁu) alias Marie-Bernard Soubirous (Lourdes, 1844. január 7. – Nevers, 1879. április 16.) katolikus apáca, aki gyermekként, 1858-ban a szülővárosával azonosított Mária-jelenések tanúja. Szentté avatása óta használatos a Soubirous Szent Bernadett vagy Lourdes-i Szent Bernadett elnevezése is.

## Élete
Bernadette szegény családban született Lourdesban, közel a spanyol határhoz. Édesapja, François Soubirous molnár, édesanyja Louise Casterot volt. Legidősebb gyermekként, öt testvére mellett nevelkedett. Gyermekkorában sokat betegeskedett.
Tizennégy éves korában látta első alkalommal Máriát, aki összesen 18 alkalommal jelent meg neki. Eleinte hitetlenség kísérte a jelenéseket, ám idővel nemcsak a falu népe, hanem az egyházi vezetés is hitelesnek ismerte el. Mindaddig azonban Bernadette-nek sok meg nem értésen kellett keresztülmennie.
Életét gyökeresen megváltoztatta látomása, ezért elhatározta, hogy szerzetesnő lesz. 1866-ban, 22 évesen belépett a Közép-Franciaországban található Nevers Saint-Gilgard nevű kolostorába. Itt sem volt egyszerű az élete, mert a noviciákat felügyelő mesternő sok szenvedést okozott neki.
Mindössze 35 éves volt, amikor 1879. április 16-án csonttuberkulózisban meghalt. Három nappal később a kolostorkert kis kápolnájában temették el.

## A jelenések

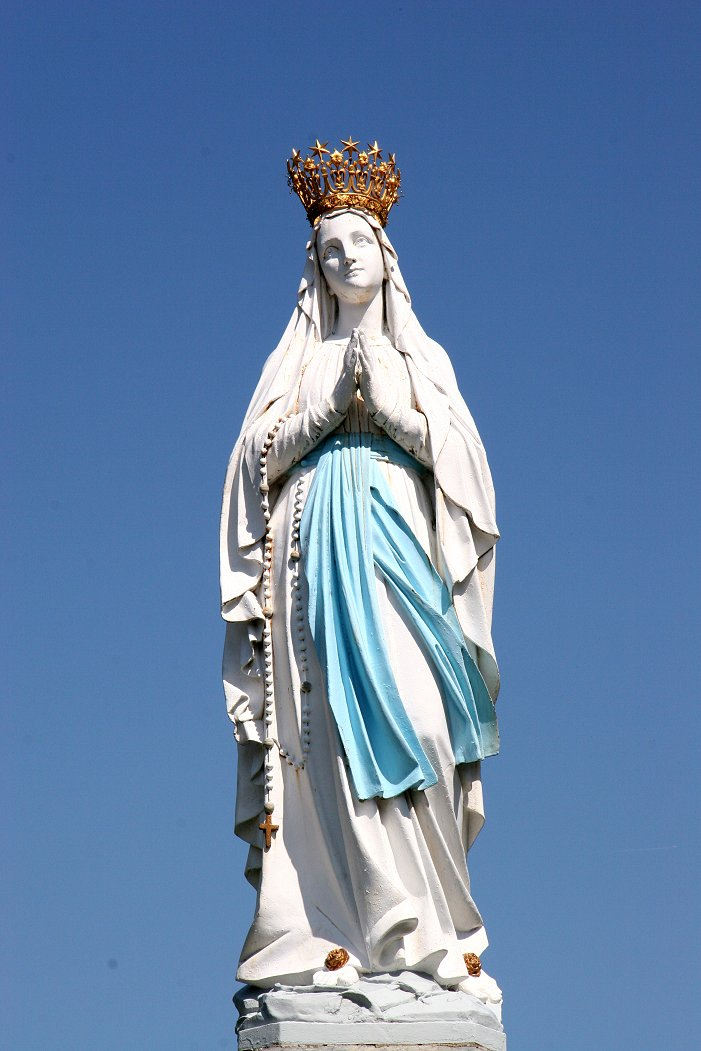
A csodálatos Hölgy, aki megjelent Bernadette-nek

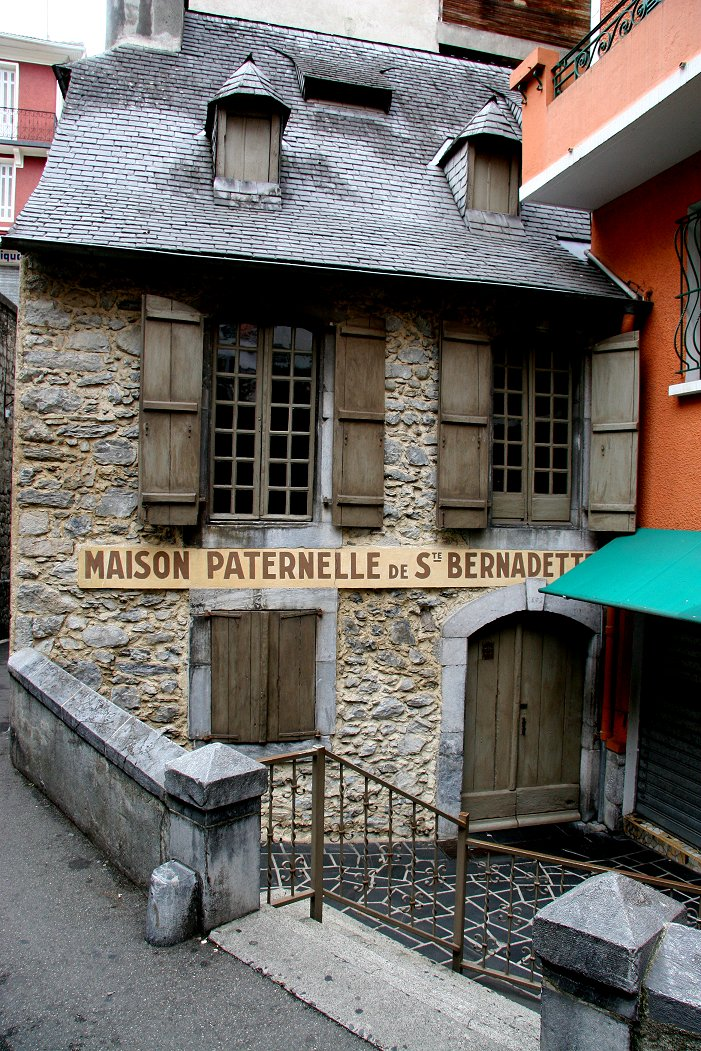
Bernadették háza

1858. február 11-én Bernadette a Gave-folyócska közelében, egy barlangban sugárzó fehérbe öltözött női alakot látott, aki szótlanul rámosolygott, majd eltűnt. A szép ismeretlen három nap múlva újra megjelent, és ettől kezdve július 16-áig bezárólag még további 16 alkalommal. Február 18-án, a harmadik találkozás alkalmával már meg is szólította a lányt, és február 25-én megmutatta a gyermeknek a barlang lábánál lévő rejtett forrást. Március 26-án a Szűzanya megnyilatkozott előtte. Többször is felszólította, hogy menjen a falu papjához, és mondja meg neki, hogy építtessen templomot a forrás mellé, és tegye zarándokhellyé.
Bernadette elbeszélését hitetlenség fogadta, de a lány a legszigorúbb kihallgatások alatt is ragaszkodott kijelentései igazságához. Ezután pedig a forrás mellett valóban csodálatos gyógyulások tanúja lett a falu népe. A csodák világhírűvé tették, s ma Lourdes a világ legnagyobb Mária-búcsújáró helye, a reménység forrása, ahol még ma is sok ember meggyógyul az ott fakadó víztől, a tudomány pedig nem talál erre magyarázatot.

## Tisztelete

### A teste épen maradt

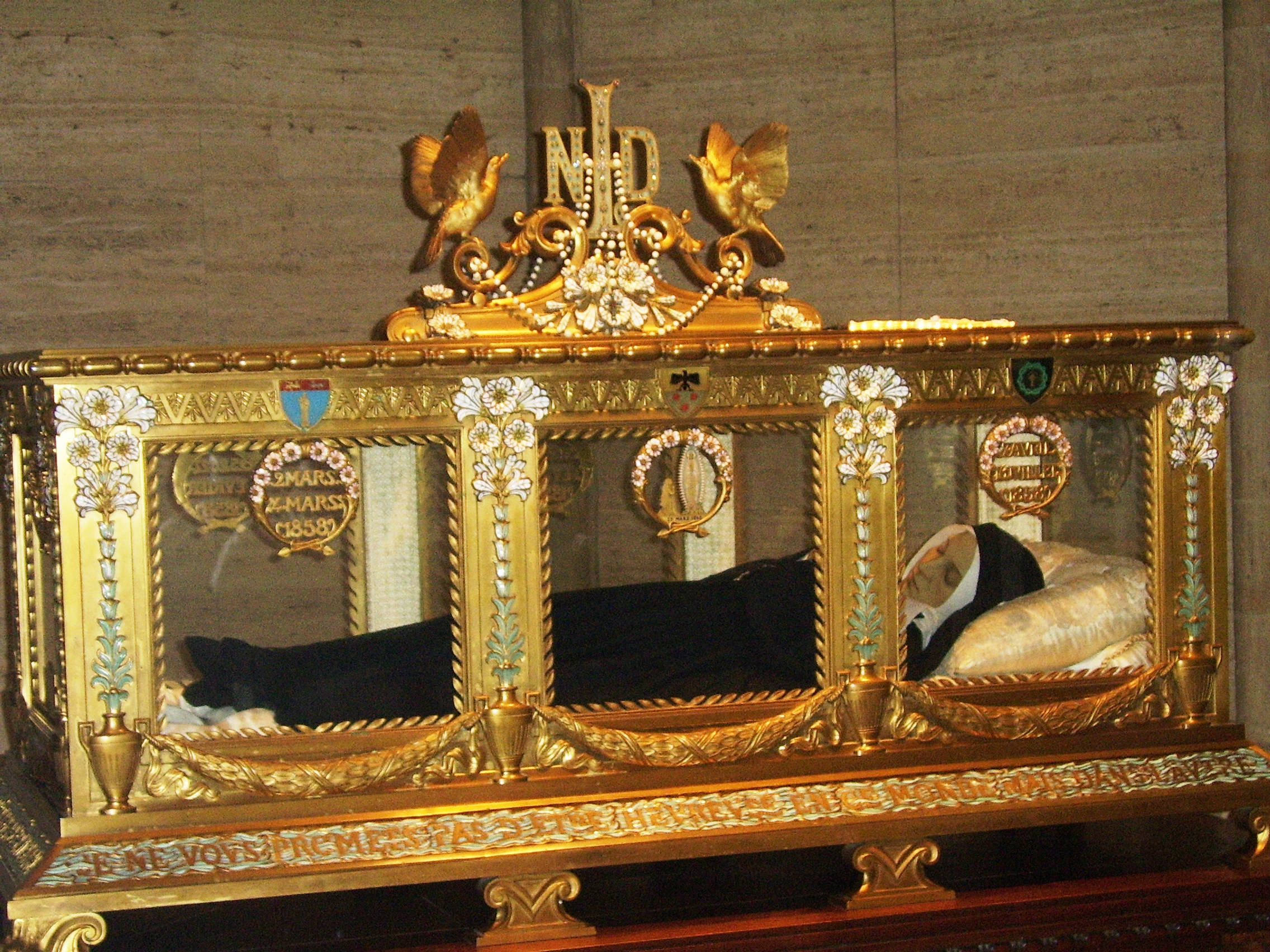
Romlatlan teste üvegkoporsóban látható

Bernadette több mint 30 évig nyugodott a nevers-i kolostor temetőjében. Amikor 1909-ben boldoggá avatásának előkészületeit végezték, az egyházi hatóságok két orvos jelenlétében kinyitották a sírt. Az eléjük táruló látványtól a jelenlévőknek a lélegzetük is elállt. Bernadette úgy feküdt párnáin, mintha mi sem történt volna. „Az oszlás legcsekélyebb jele sem volt tapasztalható, az idő nem hagyott rajta nyomot, úgy látszott, mintha aludna” – számolt be erről egy szemtanú. A hivatalos vizsgálat befejezése után új ruhába öltöztették, és a vizsgálati jegyzőkönyvvel együtt cinkkoporsóba zárták.

### Kritikák
Az orvosi jelentést sokan nem fogadták el, néhány újság a püspököt vádolta csalással. Azt mondták, hogy ő balzsamozta be a nőt halála után, mivel az egyháznak ilyen „csodákra” van szüksége, ha igazolni akarja Lourdes különleges forrásának helyét.

### Boldoggá és szentté avatása
A támadások ellenére folytatódott a boldoggá avatási eljárás. 1919. április 3-án, majd 1925. április 18-án újra megvizsgálták Bernadettet. Változást azonban ezúttal sem találtak a holttesten, bőrszínét kivéve, mely még az első vizsgálatnál szemtanúk szeme láttára elsötétedett.
Boldoggá avatása kapcsán 1925. augusztus 3-án Bernadette testét ünnepélyes keretek között helyezték el a Saint-Gilgard kolostor templomában. Azóta ott nyugszik, üvegkoporsóban, arcát és kezét vékony viaszréteg borítja. XI. Piusz pápa avatta szentté, 1933-ban.
Magyarországon nagyon hamar elterjedt a lourdes-i jelenések híre, és igen komoly tisztelete is kifejlődött. Nagyon sok katolikus templomban megjelentek az ún. lourdes-i barlangok, amelyekben Máriát, a jelenéseknek megfelelően rózsafüzérrel, Bernadette-et pedig Mária előtt térdelve ábrázolják. Külön imaforma is kialakult, az ún. lourdes-i kilenced, amit február 2-ától kezdve 9 napon át imádkoznak.
A lourdes-i jelenések és csodás gyógyulások hatására Szent II. János Pál pápa 1992-ben elrendelte, hogy február 11. a római katolikus egyházban a betegek világnapja legyen.